# 애실로마 회의

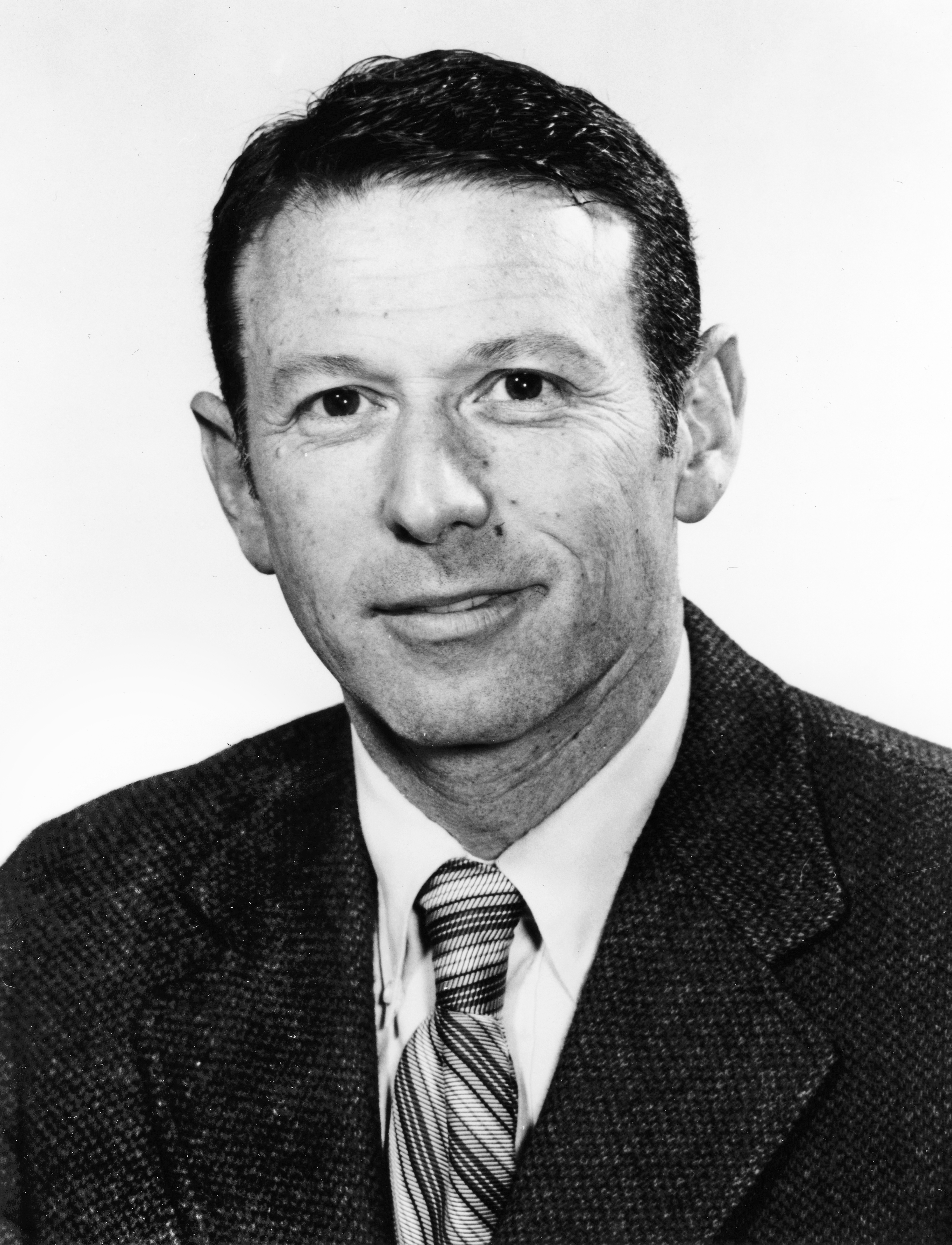
폴 버그.

애실로마 회의(The Asilomar Conference)는 1975년 2월 미국 캘리포니아주 애실로마에서, 유전자 조작 기술의 위험성과 생물 재해에 관해서 토의한 국제 회의이다. 폴 버그가 조직했다

## 같이 보기
- 유전자 변형 생물

## 참조
1. ↑  “First recombinant DNA.” The Human Genome Project. http://www.genome.gov/25520302 accessed 12 November 2006